# Rhodri Williams
Pour les articles homonymes, voir Williams.

a Compétitions nationales et continentales officielles uniquement.

b Matchs officiels uniquement.
Rhodri Williams, né le 5 mai 1993 à Swansea (pays de Galles), est un joueur international gallois de rugby à XV jouant au poste de demi de mêlée aux Dragons.

## Biographie
De 2011 à 2016, Rhodri Williams joue avec la province des Scarlets en Coupe d'Europe et en Celtic league.
Il s'engage ensuite pour le club anglais de Bistol  qu'il rejoint avant le début de la saison 2016-2017.

## Statistiques en équipe nationale
Il obtient sa première sélection le 22 novembre 2013 à Cardiff contre les Tonga.
Il participe au Tournoi des Six Nations en 2014 où il entre en jeu contre l'Écosse et marque un essai.